# Saint-Jean-Baptiste
Saint-Jean-Baptiste är en kommun och tätort (centre de population) i provinsen Québec i Kanada. Den ligger i regionen Montérégie, i den sydöstra delen av landet, 200 km öster om huvudstaden Ottawa. Antalet invånare vid folkräkningen 2021 var 3 179 i kommunen och 1 822 i tätorten. Landarean är 72 kvadratkilometer.